# Investissements d'avenir

Logo des investissements d’avenir.

Nouveau logo à partir de 2018.

Les programmes d'investissement d'avenir (PIA), aussi appelés investissements d’avenir, sont un programme d’investissement de l’État français pour soutenir la recherche et l'innovation initié en 2010. Il s'agit d'une politique publique de l'innovation.
L'ensemble des PIA mobilise 77 milliards d’euros. Les gouvernements successifs ont investi à hauteur de 35 milliards (PIA 1), 12 milliards (PIA 2), 10 milliards (PIA 3) et 20 milliards (PIA 4).
Une petite partie de cette somme est directement versée sous forme de subventions, le reste étant des prêts ou des placements dont seuls les intérêts sont consommables.
Ces fonds ont permis, entre autres, un soutien à la recherche et aux projets innovants, la création des instituts de recherche technologique (IRT), des instituts hospitalo-universitaires (IHU), des sociétés d’accélération du transfert de technologies (SATT), des écoles universitaires de recherche (EUR) et un soutien au projet de cluster technologique Paris-Saclay.

## Historique

### Création en 2009 par le président Sarkozy
La crise économique mondiale des années 2008 et suivantes incite le gouvernement Fillon à préparer un plan de relance d’environ 30 milliards d’euros. Il est principalement de grands travaux. Le 22 juin 2009, le Président de la République Nicolas Sarkozy annonce devant le Parlement réuni en Congrès que l’État va lancer un nouveau programme d’investissement, arguant de la nécessité de rattraper le retard d'innovation français.
| La commission Juppé-Rocard ventile les 35 Md€ de la façon suivante : 1. soutenir l’enseignement supérieur, la recherche, l’innovation (16 Md€) ; 2. favoriser le développement de PME innovantes (2 Md€) ; 3. accélérer le développement des sciences du vivant (2 Md€) ; 4. développer les énergies décarbonées et l’efficacité dans la gestion des ressources (3,5 Md€) ; 5. faire émerger la ville de demain (4,5 Md€) ; 6. inventer la mobilité du futur (3 Md€) ; 7. investir dans la société numérique (4 Md€). |

Le 26 août 2009, le président Sarkozy installe la commission chargée d’identifier les priorités nationales qui seront financées par un emprunt national, ainsi que le montant et les modalités de l’opération. La commission est présidée par les deux anciens Premiers ministres Alain Juppé et Michel Rocard, et se compose de vingt membres de différents horizons (Élie Cohen, Christian de Boissieu, Alain Grandjean, Denis Ranque…). 
Le rapport, transmis au chef de l’État le 19 novembre 2009, préconise un investissement de trente-cinq milliards d’euros. Cette somme est moins importante que les cent milliards souhaités par Henri Guaino afin de ne pas augmenter la dette publique. Près de la moitié de ces fonds recouvre explicitement une démarche transversale d’investissement dans l’enseignement supérieur et la recherche. L’autre part de ces investissements, ventilée selon une logique thématique, reflète elle-même la priorité donnée à l’innovation et à la transformation (Voir encadré ci-contre). Les fonds doivent être affectés à des organismes gestionnaires et gérés de manière étanche par rapport au reste du budget. La commission ne choisit pas des projets particuliers, elle dresse les grandes orientations et les différents opérateurs devront sélectionner les projets. L’idée d’un emprunt auprès des ménages est écartée, de même que celle d’investissements en infrastructures,.

### Mise en œuvre

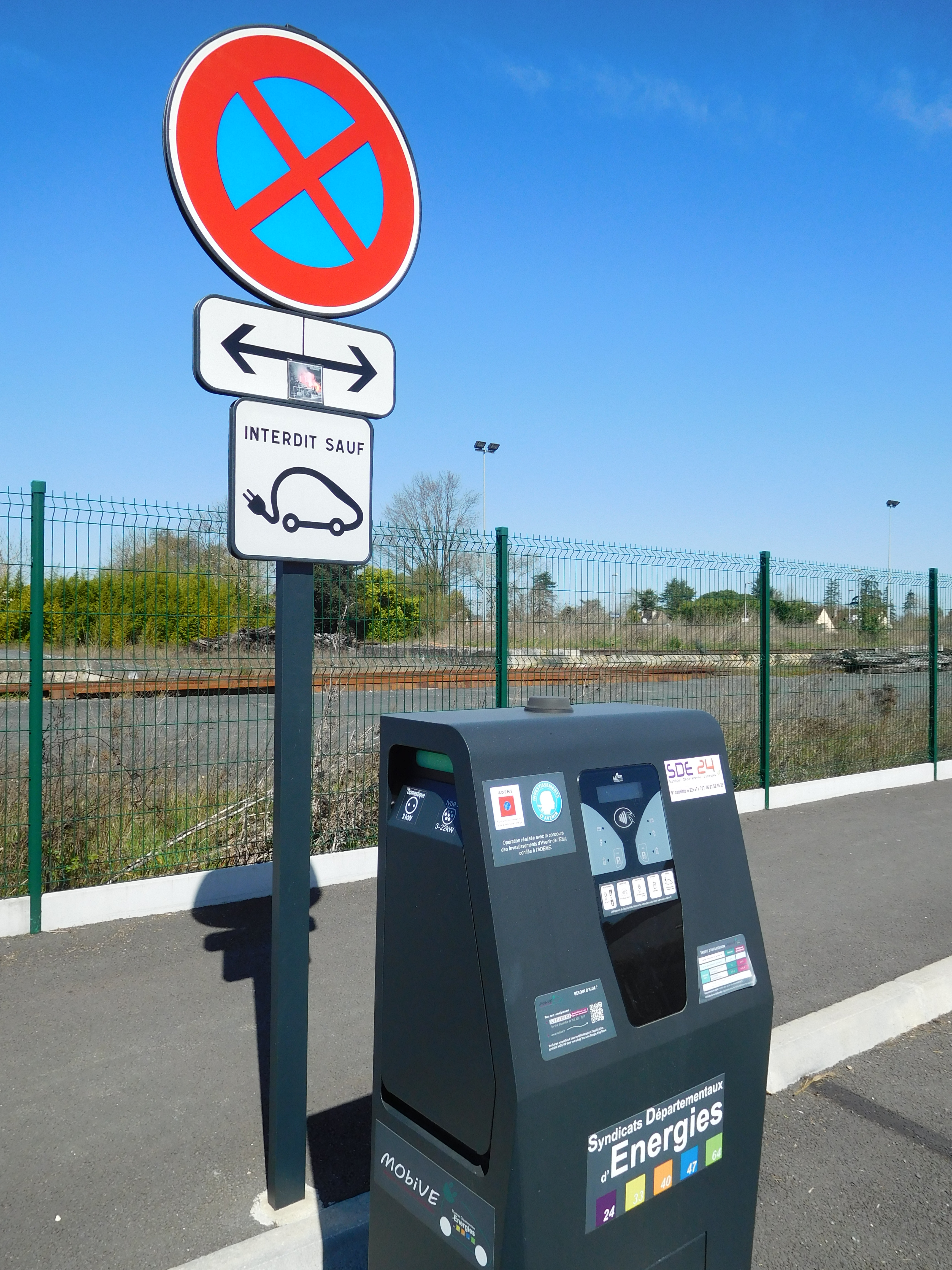
Exemple d’opération réalisée avec le concours des investissements d’avenir et confiée à l’Ademe : une borne de recharge électrique.

| Le gouvernement Fillon ventile les 35 Md€ de la façon suivante : 1. enseignement supérieur et formation : 11 Md€ ; 2. recherche : 8 Md€ ; 3. filières industrielles et PME : 6,5 Md€ ; 4. développement durable : 5 Md€ ; 5. numérique : 4,5 Md€. |

Afin de favoriser le développement des universités françaises, un budget additionnel de onze milliards d’euros leur est affecté. Le campus de Saclay se voit promettre un milliard d’euros. Les industries se partageront 6,5 milliards d’euros, dont 2,5 réservés aux PME. Les sommes restantes vont au développement durable et au numérique. Un milliard d’euros est affecté d’après les conclusions des États généraux de l’industrie (EGI) tenus de novembre 2009 à janvier 2010.
Certains investissements décidés avant la remise du rapport de la commission Juppé-Rocard sont également inclus dans le programme (plan Campus, plateau de Saclay, instituts Carnot et réacteur Jules Horowitz).
Les investissements d’avenir sont formellement mis en place par la loi de finances rectificative du 9 mars 2010. Selon Christine Lagarde, l’investissement doit permettre d’engendrer en moyenne 0,3 % de croissance supplémentaire, occasionnant ainsi des recettes fiscales et un autofinancement à horizon de onze ans. La gestion des fonds est confiée à divers organismes : l’Agence nationale de la recherche (ANR), l’Agence de l'environnement et de la maîtrise de l'énergie (ADEME), l’Agence nationale pour la gestion des déchets radioactifs (ANDRA), l’Agence nationale de l'habitat (ANAH), l’Agence nationale pour la rénovation urbaine (ANRU), le Centre national d'études spatiales (CNES), le Commissariat à l'énergie atomique (CEA), l’Office national d'études et de recherches aérospatiales (ONERA), Oséo (qui deviendra en 2012 la Banque publique d'investissement, BPI) et la Caisse des dépôts et consignations (CDC),. Le Commissariat général à l'investissement est créé le 22 février 2010, sous l'autorité du Premier ministre ;  René Ricol en est le premier commissaire.

### Poursuite par les gouvernements suivants
| Jean-Marc Ayrault ventile les 12 Md€ du PIA 2 de la façon suivante : 1. recherche : 3,6 Md€ ; 2. transition énergétique : 2,3 Md€ ; 3. industrie : 1,7 Md€ ; 4. aéronautique : 1,3 Md€ ; 5. autres : 3,1 Md€. |

Après l'élection présidentielle de 2012, Louis Gallois est nommé le 6 juin 2012 commissaire général à l’investissement. Il est remplacé par Louis Schweitzer en avril 2014.
En janvier 2013, le président François Hollande annonce la réorientation de deux milliards d’euros du programme mis en place par son prédécesseur vers l’économie numérique, l’économie du vivant et la formation. Le 9 juillet 2013, une nouvelle vague est annoncée par le Premier ministre Jean-Marc Ayrault. Doté de douze milliards d’euros, ce plan doit profiter à la recherche et à l’université (3,6 milliards), à la transition énergétique (2,3 milliards), à l’industrie (1,7 milliard) (Voir encadré ci-contre). Ce complément est formellement mis en place par la loi de finances pour 2014,,,.
| Manuel Valls ventile les 10 Md€ du PIA 3 de la façon suivante : 1. enseignement et recherche : 2,9 Md€ ; 2. valorisation de la recherche : 3 Md€ ; 3. innovation et développement des entreprises : 4,1 Md€. |

La troisième vague d’investissement est annoncée le 12 mars 2015 par François Hollande. Les détails sont présentés en juin 2016, les investissements, d’un montant de dix milliards d’euros, ont pour priorité le soutien de l’enseignement et la recherche, la valorisation de la recherche et la modernisation des entreprises. Les dotations non consommables, inefficaces dans un contexte de taux d’intérêt très bas, sont remplacées par des dotations décennales. De nouveaux secteurs d’activité entrent dans le périmètre, comme la sécurité, l’agroalimentaire et le tourisme. La loi de finances de 2017 approuve formellement cette répartition,,.
Le 25 septembre 2017, le gouvernement Édouard Philippe (2) annonce un « grand plan d’investissement ». Il représentera 57 milliards d’euros sur cinq ans et couvrira les thèmes de la transition écologique, de la société de compétences, de la compétitivité de l'innovation et de l'état de l'ère numérique. Le PIA 3 est inclus dans ce plan. Contrairement aux investissements d’avenir, les crédits du grand plan d'investissement hors PIA 3 sont intégrés aux budget des ministères et le commissaire général à l'investissement est adapté pour devenir le secrétariat général pour l'investissement,.
Le 3 septembre 2020, le Premier ministre Jean Castex présente le plan de relance qui fait suite à la crise économique liée à la pandémie de Covid-19. Y est inclus un quatrième programme d’investissement d’avenir, doté de 20 milliards d’euros sur cinq ans. il est formellement mis en place par la loi de finances de 2021,.

## Détails des investissements
Le tableau suivant récapitule les investissements tels qu’ils figurent dans le projet de loi de finances pour 2015, détaillés en missions, programmes et actions. Le programme de 2010 (« PIA 1 ») représentait à l’origine 36,64 Md€ et, après les réorientations de 2013-2014, représente 34,39 Md€. Le programme de 2013 (« PIA 2 ») représente 12 Md€. Selon ce même document, les retours économiques ont représenté 44,9 M€ en 2013 et les frais de gestion chez les différents opérateurs 16,42 M€ pour la même année.
Une partie importante des dotations sont « non consommables » ou « non consomptibles », ce qui signifie que la dotation annoncée est placée et que les intérêts produits par leur rémunération, placés sur un compte du Trésor, peuvent être consommés. Le taux de rémunération est estimé, pour le PIA 1 à 3,14 %. Par exemple, les initiatives d’excellences sont dotées de 103 M€ consomptibles et de 6 Md€ non consomptibles, engendrant des intérêts cumulés de 2 Md€ entre 2010 et 2020. La Cour des comptes a estimé qu'« ainsi conçu, le mécanisme des investissements d'avenir affectera durablement la lisibilité du solde budgétaire ».

### PIA 1 et PIA 2
| Mission, programme, action                                                                                     | Opérateur                                                                                              | Montant (M€) (évol. / 2010) |
| --- | --- | --------------------------- |
| Mission « Recherche et enseignement supérieur » (PIA 1)                                                        | Mission « Recherche et enseignement supérieur » (PIA 1)                                                | 21 900                      |
| Programme « Pôles d’excellence »                                                                               | Programme « Pôles d’excellence »                                                                       | 15 621                      |
| Initiative d'excellence, Initiatives d’excellence en formations innovantes                                     | ANR | 7 364                       |
| Laboratoires d’excellence                                                                                      | ANR | 1 866                       |
| Valorisation (SATT et CVT)                                                                                     | ANR | 911                         |
| France Brevets                                                                                                 | ANR | 50                          |
| Instituts de recherche technologique                                                                           | ANR | 1 975                       |
| Instituts Carnot                                                                                               | ANR | 600                         |
| Instituts hospitalo-universitaires (IHU)                                                                       | ANR | 850                         |
| Plan campus | ANR | 1 300                       |
| Campus du plateau de Saclay                                                                                    | ANR | 1 000                       |
| Programme « Projets thématiques d’excellence »                                                                 | Programme « Projets thématiques d’excellence »                                                         | 2 853                       |
| Santé et biotechnologie                                                                                        | ANR | 1 540                       |
| Équipements d’excellence                                                                                       | ANR | 813                         |
| Espace | CNES                                                                                                   | 500                         |
| Programme « Instituts d’excellence en matière d’énergies décarbonées »                                         | Programme « Instituts d’excellence en matière d’énergies décarbonées »                                 | 889                         |
| Instituts d'excellence                                                                                         | ANR | 889                         |
| Programme « Recherche dans le domaine de l’aéronautique »                                                      | Programme « Recherche dans le domaine de l’aéronautique »                                              | 1 685                       |
| Démonstrateurs technologiques et aéronefs du futur                                                             | ONERA                                                                                                  | 1 685                       |
| Programme « Nucléaire de demain »                                                                              | Programme « Nucléaire de demain »                                                                      | 1 000                       |
| Réacteur de 4e génération - ASTRID                                                                             | CEA | 627                         |
| Réacteur Jules Horowitz                                                                                        | CEA | 248                         |
| Recherche en matière de traitement et de stockage des déchets                                                  | ANDRA                                                                                                  | 75                          |
| Recherche en matière de sûreté nucléaire                                                                       | CEA | 50                          |
| Mission « Recherche et enseignement supérieur » (PIA 2)                                                        | Mission « Recherche et enseignement supérieur » (PIA 2)                                                | 5 335                       |
| Programme « Écosystèmes d’excellence »                                                                         | Programme « Écosystèmes d’excellence »                                                                 | 4 115                       |
| Équipements d’excellence                                                                                       | ANR | 365                         |
| Initiative d'excellence                                                                                        | ANR | 3 100                       |
| Technologies clés génériques                                                                                   | ANR | 150                         |
| Espace, lanceurs, satellites                                                                                   | CNES                                                                                                   | 50                          |
| Recherche hospitalo-universitaire en santé                                                                     | ANR | 400                         |
| Calcul intensif                                                                                                | CEA | 50                          |
| Programme « Recherche dans le domaine de l’aéronautique »                                                      | Programme « Recherche dans le domaine de l’aéronautique »                                              | 1 685                       |
| Démonstrateurs technologiques et aéronefs du futur                                                             | ONERA                                                                                                  | 1 220                       |
| Mission « Enseignement scolaire » (PIA 1), programme « Internats d’excellence et égalité des chances »         | Mission « Enseignement scolaire » (PIA 1), programme « Internats d’excellence et égalité des chances » | 500                         |
| Création, extension et revitalisation d’internats d’excellence                                                 | ANRU                                                                                                   | 400                         |
| Développement de la culture scientifique et technique                                                          | ANRU                                                                                                   | 100                         |
| Mission « Enseignement scolaire » (PIA 2), programme « Internats de la réussite »                              | Mission « Enseignement scolaire » (PIA 2), programme « Internats de la réussite »                      | 150                         |
| Création, extension et revitalisation d'internats d'excellence                                                 | ANRU                                                                                                   | 150                         |
| Mission « Travail et emploi » (PIA 1), programme « Investissement dans la formation en alternance »            | Mission « Travail et emploi » (PIA 1), programme « Investissement dans la formation en alternance »    | 450                         |
| Modernisation de l’appareil de formation en alternance et Création ou consolidation de solution d’hébergements | CDC | 450                         |
| Mission « Travail et emploi » (PIA 2), programme «Formation et mutations économiques »                         | Mission « Travail et emploi » (PIA 2), programme «Formation et mutations économiques »                 | 150                         |
| Partenariats territoriaux pour l’emploi et la formation                                                        | CDC | 150                         |
| Mission « Écologie, développement et mobilité durables » (PIA 1)                                               | Mission « Écologie, développement et mobilité durables » (PIA 1)                                       | 2 681                       |
| Programme « Démonstrateurs et plateformes en énergies renouvelables et décarbonées et chimie verte »           | Programme « Démonstrateurs et plateformes en énergies renouvelables et décarbonées et chimie verte »   | 1 061                       |
| Démonstrateurs énergies renouvelables                                                                          | ADEME                                                                                                  | 917                         |
| Tri et valorisation des déchets                                                                                | ADEME                                                                                                  | 250                         |
| Programme « Transport et urbanisme durables »                                                                  | Programme « Transport et urbanisme durables »                                                          | 700                         |
| Ville de demain                                                                                                | CDC | 700                         |
| Programme « Véhicule du futur »                                                                                | Programme « Véhicule du futur »                                                                        | 920                         |
| Recherche dans le domaine des transports                                                                       | CDC | 920                         |
| Mission « Écologie, développement et mobilité durables » (PIA 2)                                               | Mission « Écologie, développement et mobilité durables » (PIA 2)                                       | 2 320                       |
| Programme « Innovation pour la transition écologique et énergétique »                                          | Programme « Innovation pour la transition écologique et énergétique »                                  | 1 100                       |
| Démonstrateurs de la transition écologique et énergétique                                                      | ADEME                                                                                                  | 800                         |
| Démonstrateurs de la transition écologique et énergétique                                                      | ADEME                                                                                                  | 300                         |
| Programme « Ville et territoires durables »                                                                    | Programme « Ville et territoires durables »                                                            | 410                         |
| Ville durable                                                                                                  | ANRU                                                                                                   | 335                         |
| Projets territoriaux intégrés pour la transition énergétique                                                   | CDC | 75                          |
| Programme « Projets industriels pour la transition écologique et énergétique »                                 | Programme « Projets industriels pour la transition écologique et énergétique »                         | 810                         |
| Usine sobre : prêts verts                                                                                      | BPI | 410                         |
| Projets industriels d’avenir pour la transition énergétique                                                    | BPI | 400                         |
| Mission « Économie » (PIA 1)                                                                                   | Mission « Économie » (PIA 1)                                                                           | 8 060                       |
| Programme « Croissance des petites et moyennes entreprises »                                                   | Programme « Croissance des petites et moyennes entreprises »                                           | 4 549                       |
| Recapitalisation d’OSEO                                                                                        | BPI | 505                         |
| Refinancement d’OSEO                                                                                           | BPI | 1 000                       |
| EGI - prêts verts                                                                                              | BPI | 380                         |
| EGI - aides à la réindustrialisation                                                                           | BPI | 320                         |
| EGI - filières                                                                                                 | BPI | 583                         |
| Fonds national d'amorçage                                                                                      | CDC | 600                         |
| Projets de recherche et développement des pôles de compétitivité                                               | BPI | 250                         |
| Plates-formes mutualisées d’innovation                                                                         | CDC | 37                          |
| Financement de l'économie sociale et solidaire                                                                 | CDC | 100                         |
| Capital risque capital développement                                                                           | CDC | 594                         |
| Industrialisation des pôles de compétitivité                                                                   | BPI | 30                          |
| Innovation de rupture                                                                                          | BPI | 150                         |
| Programme « Développement de l'économie numérique »                                                            | Programme « Développement de l'économie numérique »                                                    | 3 511                       |
| Développement des réseaux THD                                                                                  | CDC | 1 770                       |
| Soutien aux usages, services et contenus numériques innovants                                                  | BPI | 616                         |
| Économie numérique                                                                                             | BPI | 900                         |
| Prêts numériques                                                                                               | BPI | 76                          |
| Réseaux électriques intelligents                                                                               | ADEME                                                                                                  | 149                         |
| Mission « Économie » (PIA 2)                                                                                   | Mission « Économie » (PIA 2)                                                                           | 2 295                       |
| Programme « Innovation »                                                                                       | Programme « Innovation »                                                                               | 690                         |
| Innovation de rupture                                                                                          | BPI | 150                         |
| Fonds national d’innovation                                                                                    | BPI | 240                         |
| Projets structurants des pôles de compétitivité                                                                | BPI | 300                         |
| Programme « Projets industriels »                                                                              | Programme « Projets industriels »                                                                      | 990                         |
| Projets industriels d’avenir                                                                                   | BPI | 330                         |
| Prêts pour l’industrialisation                                                                                 | BPI | 300                         |
| Usines du futur : robotisation                                                                                 | BPI | 360                         |
| Programme « Économie numérique »                                                                               | Programme « Économie numérique »                                                                       | 615                         |
| Quartiers numériques                                                                                           | CDC/BPI                                                                                                | 215                         |
| Usages et technologie du numérique                                                                             | BPI | 400                         |

### PIA 3
| Programme, action                                                       | Opérateur                                                               | Montant (M€) |
| ----------------------------------------------------------------------- | ----------------------------------------------------------------------- | ------------ |
| Programme « Soutenir les progrès de l'enseignement et de la recherche » | Programme « Soutenir les progrès de l'enseignement et de la recherche » | 2 900        |
| Territoires d'innovation pédagogique                                    | CDC                                                                     | 500          |
| Nouveaux cursus à l'université                                          | ANR                                                                     | 250          |
| Programmes prioritaires de recherche                                    | ANR                                                                     | 400          |
| Equipements structurants pour la recherche                              | ANR                                                                     | 350          |
| Soutien des Grandes universités de recherche                            | ANR                                                                     | 700          |
| Constitution d'Écoles universitaires de recherche                       | ANR                                                                     | 300          |
| Création expérimentale de « sociétés universitaires et scientifiques »  | CDC                                                                     | 400          |
| Programme « Valorisation de la recherche »                              | Programme « Valorisation de la recherche »                              | 3 000        |
| Nouveaux écosystèmes d'innovation                                       | ANR                                                                     | 230          |
| Démonstrateurs et territoires d'innovation de grande ambition           | ADEME, ANR, CDC                                                         | 1 500        |
| Accélérer le développement des écosystèmes d'innovation performants     | ADEME, ANR, CDC                                                         | 620          |
| Intégration des SATT, incubateurs et accélérateurs                      | CDC                                                                     | 150          |
| Fonds national post-maturation Frontier venture                         | CDC                                                                     | 500          |
| Programme « Accélération de la modernisation des entreprises »          | Programme « Accélération de la modernisation des entreprises »          | 4 100        |
| Soutien à l'innovation collaborative                                    | BPI                                                                     | 550          |
| Accompagnement et transformation des filières                           | BPI                                                                     | 1 000        |
| Industrie du futur                                                      | BPI                                                                     | 350          |
| Adaptation et qualification de la main d'œuvre                          | CDC                                                                     | 100          |
| Concours d'innovation                                                   | BPI, ADEME                                                              | 300          |
| Fonds national d'amorçage 2                                             | BPI                                                                     | 500          |
| Multi-cap-croissance 2                                                  | BPI                                                                     | 400          |
| Fonds à l'internationalisation des PME                                  | CDC                                                                     | 200          |
| Grands défis (soutien à des opérations en fonds propres hors norme)     | CDC                                                                     | 700          |

## Critiques et débats
Les conséquences des Programmes d'investissements d'avenir sont notoirement difficiles à estimer du fait de la multiplicité des canaux de transmission des programmes.
Un Rapport d’évaluation du Programme d’investissements d’avenir est rédigé en 2019 par une commission présidée par Patricia Barbizet. Il estime que le premier PIA a permis de « contenir la dégradation de l’effort global d’investissement du pays », qui a diminué de 1,9 points de PIB entre 2009 et 2014, contre 3,2 points en moyenne au sein de l'Union européenne. Il soutient que le premier PIA a augmenté le PIB d'entre 22 et 35 milliards d'euros, soit entre 1,1% et 1,7% du PIB en 2018, en cumulé depuis 2009.
Il évalue également l'impact sur les finances publiques comme positif, soulignant que « les instruments financiers du PIA pourraient générer des retours financiers d’environ 7 Mds € donnant au programme une « rentabilité » de l’ordre de 25% ».
Le rapport critique le fait que le plan n'ait pas contenu de dimension liée à l'aménagement du territoire, perpétuant une concentration des dépenses dans quelques régions : l'Île-de-France et la région Auvergne-Rhône-Alpes ont ainsi reçu environ 60% du budget du PIA 1.
En octobre 2021, la Cour des comptes a étudié les programmes d'investissements d'avenir (PIA) et critique «le caractère limité de la démarche d'évaluation des actions financées».

### Sources primaires (pour exemple)
- Convention du 9 septembre 2010 entre l’État et le Commissariat à l’énergie atomique et aux énergies alternatives relative au programme d’investissements d’avenir (action « réacteur de 4e génération ASTRID »)
- « Recherche hospitalo-universitaire en santé, édition 2014, appel à projets » [PDF], sur Agence nationale de la recherche
- « Smart Grid Solaire Thermique (programme énergie décarbonnées) », sur Ademe